# Albert Hartl

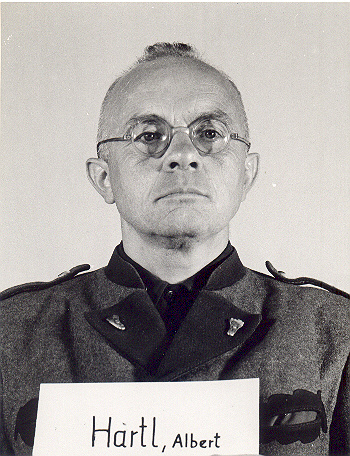
Albert Hartl während der Nürnberger Prozesse

Albert Hartl (* 13. November 1904 in Roßholzen; † 14. Dezember 1982 in Ludwigshafen, Pseudonyme: Anton Holzner, Georg Albert) war im nationalsozialistischen Deutschen Reich SS-Sturmbannführer und seit 1941 Leiter der Amtsgruppe IV B „Weltanschauliche Gegner“ im Reichssicherheitshauptamt (RSHA).

## Biografie
Der Vater von Albert Hartl war von Beruf Lehrer, zudem auch Freidenker und stark vom liberalen Antiklerikalismus geprägt; er starb im Jahre 1916. Die fromme und strenggläubige Mutter überzeugte seinen Vater, ihn mit zehn Jahren in eine Klosterschule des Benediktinerordens in Scheyern zu schicken. Im Erzbischöflichen Seminar in Freising machte er 1923 das Abitur und studierte dort auch katholische Theologie. Hartl war immer ein hervorragender Student mit besten Noten und beteiligte sich aktiv in der Katholischen Jugendbewegung. Die Priesterweihe erhielt er im Freisinger Dom 1929 durch den Münchener Kardinal Michael von Faulhaber. Als Lehrer und ab 1931 als Präfekt war er am katholischen Knabenseminar in Freising, Pasing und der Ludwigrealschule tätig. Hartl erschien damals noch als katholischer Akademiker und Modellkleriker, war jedoch bereits über seine priesterliche Berufung verunsichert.

### Beim Sicherheitsdienst der SS
Sein anfangs verheimlichtes Eintreten für den Nationalsozialismus seit 1929 kulminierte in seinem Beitritt zur NSDAP zum 1. Mai 1933 (Mitgliedsnummer 3.201.046) und führte im Juli 1933 zum endgültigen Bruch mit der katholischen Amtskirche, aber auch mit seiner bisherigen christlichen Anschauung. Im November 1933 denunzierte er den Priester und Direktor des Freisinger Knabenseminars Joseph Roßberger wegen dessen Kritik am Nationalsozialismus. Roßberger war vorher ein guter Freund Hartls im Seminar gewesen. Am 5. Januar 1934 verließ er den kirchlichen Dienst, trat aus der Kirche aus und in die SS (Mitgliedsnummer 107.050) ein. Daraufhin wurde Hartl 1934 öffentlich exkommuniziert. Vorübergehend beim SS-Hilfswerk in Dachau tätig, wurde er im November 1935 beim Hauptamt des Sicherheitsdienstes der SS (SD) in Berlin als Leiter der Gruppe II 113 „Konfessionell politische Strömungen“ in der Zentralabteilung II 1 „Weltanschauliche Gegner“ (Leiter Franz Six) angestellt.
Am 29. April 1937 heiratete Hartl die gut zwölf Jahre jüngere Marianne Schürer-Stolle, eine enge Freundin von Lina Heydrich, der Frau von Reinhard Heydrich.
Im Reichssicherheitshauptamt (RSHA), das am 27. September 1939 durch den Zusammenschluss von Sicherheitspolizei (Gestapo und Kripo) mit dem SD entstand, war Hartl als Referent in der Amtsgruppe IV B 2 „Politischer Katholizismus“ mit der Bespitzelung der katholischen Kirche betraut. Dafür baute er ein Netz von V-Leuten auf. „Unser Endziel ist die restlose Zerschlagung des gesamten Christentums“, erklärte Hartl 1941.
Neben Vorträgen vor allem gegen die katholische Kirche und deren Oberhaupt sowie die Jesuiten verwendete er sich auch für die Einholung von Gutachten zur Auffassung der Kirche hinsichtlich der geplanten Tötung von Geisteskranken und Behinderten („Aktion T4“). Im Nachkriegsprozess gegen den T4-Arzt Horst Schumann trat Hartl in der öffentlichen Sitzung des Schwurgerichts Frankfurt am Main am 24. Februar 1970 als Zeuge auf. Im Protokoll des Gerichts heißt es dazu:
„Zur Person: Ich heiße Georg Albert Hartl, bin 66 Jahre alt, Schriftsteller, Ludwigshafen/Bodensee, mit dem Angeklagten n.v.u.n.v.

…

Zur Sache: Ich hatte von 1935 an den kirchlichen Nachrichtendienst bei der Regierung aufzubauen und zu leiten. Meine Aufgabe war, möglichst zu hohen kirchlichen Würdenträgern Verbindungen aufrechtzuerhalten bzw. anzuknüpfen. Mein höchster Vorgesetzter war Heydrich. Mein letzter Dienstgrad war Sturmbannführer der SS.

Eines Tages wurde ich zu Heydrich bestellt, der mir sagte, dass ich mich in der KdF bei Reichsamtsleiter Brack melden sollte. Dort würde mir eine vorläufig geheim zu haltende Angelegenheit eröffnet werden, und ich bekäme einen bestimmten Auftrag. Brack erklärt mir dann, dass bei der Kanzlei des Führers eine ganze Reihe von Gesuchen eingegangen sei, mit denen gebeten worden sei, unheilbar Kranken den Gnadentod zu gewähren. Diese Gesuchsteller hätten erklärt, dass sie selber von sich aus in dieser Richtung nichts veranlassen könnten und sie wären dankbar, wenn der Staat ihnen diese schwere Sorge abnehmen würde. Brack sagte mir weiter, dass Hitler gegen solche Maßnahmen große Bedenken geäußert habe, vor allem, dass sofort die beiden großen Kirchen geschlossen dagegen auftreten würden. Ich sollte ein Gutachten abgeben, wie die Prinzipien der Kirche in dieser Angelegenheit seien. Ich war studierter Theologe und in dieser Eigenschaft war man an mich herangetreten. Ich lehnte dieses Ansinnen ab und schlug vor, einen Fachmann dazu aufzufordern bzw. ich wäre bereit, an einen solchen Fachmann heranzutreten. Brack war damit einverstanden, und ich wandte mich an den Vetter Himmlers, Wilhelm Patin, der Doktor der Theologie war. Dieser erstellte ein sehr kurzes und oberflächliches Gutachten, mit dem ich nicht zufrieden war. Daraufhin wandte ich mich an einen anderen Fachmann, und zwar an den Professor für Moraltheologie Dr. Mayer in Paderborn, der mir bekannt war und von dem ich wußte, dass er sich mit den modernen Problemen befaßt hatte. …“
Da auch das neue Gutachten Mayers für die Kanzlei des Führers keine wirkliche Entscheidungshilfe darstellte, wurde der im Reichskirchenministerium als Ministerialrat beschäftigte Priester Josef Roth beauftragt, Vertreter des deutschen Episkopats von den Plänen der Kanzlei des Führers zu unterrichten. Die Reaktion der kirchlichen Ansprechpartner auf diese wohl sehr zurückhaltende Darstellung der vorgesehenen Maßnahmen ließ Adolf Hitler zur Überzeugung gelangen, dass mit einer grundsätzlich fundamentalen Ablehnung durch die Kirche nicht zu rechnen sei, so dass die „Aktion T4“ im Herbst 1939 begann.
Unter dem Pseudonym Anton Holzner gab Hartl 1939 im Nordland-Verlag Berlin eine Autobiographie unter dem Titel „Das Gesetz Gottes“ heraus. Weitere Werke erschienen mit den Titeln „Zwinge das Leben“, „Ewige Front“ und „Priestermacht“ (s. Werke).
Hartl beteiligte sich beim Überfall auf Polen an den Aktionen des Sicherheitsdienstes gegen die Jesuiten in Krakau an führender Stelle.
Im März 1941 war Hartl als SS-Sturmbannführer zum Leiter der Amtsgruppe IV B des RSHA aufgestiegen. Seine Amtsgruppe bestand aus folgenden Referaten:
- IV B 1 „Politischer Katholizismus“, SS-Sturmbannführer und Regierungsrat Erich Roth
- IV B 2 „Politischer Protestantismus, Sekten“, SS-Sturmbannführer und Regierungsrat Erich Roth
- IV B 3 „Sonstige Kirchen, Freimaurerei“ (im März 1941 unbesetzt, ab Dezember 1942 Otto-Wilhelm Wandesleben)
- IV B 4 „Judenangelegenheiten, Räumungsangelegenheiten“, SS-Sturmbannführer Adolf Eichmann

Damit war Hartl zwar formell der unmittelbare Vorgesetzte von Adolf Eichmann, das Urteil gegen Eichmann stellte jedoch fest, dass es keine Meinungsverschiedenheit darüber gäbe, dass Eichmanns direkter Vorgesetzter tatsächlich Amtschef Müller gewesen sei.

### Bei der Einsatzgruppe C in Russland
Wegen der mutmaßlichen sexuellen Belästigung einer Buchhändlerin wurde 1941 ein SS-Disziplinarverfahren gegen Hartl eröffnet. Aufgrund des damit verbundenen Autoritätsverlustes versetzte ihn der Amtschef I „Personal“ des RSHA, Bruno Streckenbach, 1942 zu den Einsatzgruppen der Sicherheitspolizei und des SD nach Russland. Hier wurde er der Einsatzgruppe C zugeteilt, die im Bereich der Heeresgruppe Mitte in der Ukraine die „sicherheitspolizeiliche Befriedung“ des eroberten Ostraumes sicherzustellen hatte. Bis zum Sommer 1943 blieb Hartl im Stab dieser Einsatzgruppe. Die Übernahme der Leitung eines Einsatzkommandos verweigerte er laut seiner Nachkriegsaussage, ohne dass dies für ihn zu nennenswerten Konsequenzen geführt habe.
In einer eidesstattlichen Erklärung vom 9. Oktober 1947 (NO-5384) äußerte sich Hartl zu seinen Beobachtungen über eine Exekution von über 100 Menschen, die der Kommandeur der Sicherheitspolizei und des SD (KdS) Kiew, Erich Ehrlinger, selbst geleitet habe. Im gleichen Affidavit und in einem Gespräch mit der britischen Journalistin Gitta Sereny schilderte er, wie er im März 1942 zusammen mit dem Führer des Einsatzkommandos 4a, Paul Blobel, in die Schlucht von Babi Jar bei Kiew kam:

„Er erzählte mir, dass er eines Tages in eine Datscha eingeladen war, ein Wochenendhaus außerhalb Kiews. Es wurde von Brigadeführer Max Thomas bewohnt, einem höheren SS- und Polizeiführer (BdS Ukraine), der nominell sein Vorgesetzter war. ‚Ich fuhr mit Standartenführer Blobel zu diesem Abendessen‘, sagte Hartl. ‚Ich kannte ihn kaum, aber da er auch eingeladen war, fuhren wir zusammen. Es war schon spät, und es begann dunkel zu werden. Mit einem Mal – wir fuhren gerade durch eine Schlucht – bemerkte ich seltsame Erdbewegungen: Klumpen von Erde flogen wie aus eigenem Antrieb in die Luft, und über der ganzen Schlucht lag Dampf. Es war wie bei einem Vulkan, als ob Lava gerade unter der Erdoberfläche brannte. Blobel lachte und machte eine weitausladende Handbewegung. Er zeigte auf die Straße hinter uns und die Schlucht, die vor uns lag – die Schlucht von Babi Yar. ‚Hier liegen meine 30.000 Juden‘, sagte er.“

Hartl erlitt wenige Monate später einen wirklichen oder vorgetäuschten Nervenzusammenbruch. Nach einer Krankenhausbehandlung in Kiew und einer mehrmonatigen Erholung kehrte er 1943 ins RSHA zurück, wo er in der neugeschaffenen Gruppe I „Kult“ der Amtsgruppe VI (SD-Ausland) weiterverwendet wurde.
Im September 1943 nahm Hartl nach der deutschen Besetzung Roms im Vatikan Kontakt zu Bischof Alois Hudal auf, der nach dem Krieg als Fluchthelfer für NS-Größen hervortrat.

### Nach 1945
Nach Kriegsende wurde Hartl von britischen Truppen in Kärnten gefangen genommen, aber nicht als maßgeblicher Angehöriger des RSHA erkannt.
In der Sowjetischen Besatzungszone wurden Hartls Schriften Priestermacht (1939), Das Gesetz Gottes (1940), Ewige Front (1941) und Zwinge das Leben (1941) auf die Liste der auszusondernden Literatur gesetzt.
In einem deutschen Spruchkammerverfahren des Kammergerichts Berlin wurde Hartl neben anderen Angeklagten Mitte der sechziger Jahre wegen der Ermordung von katholischen polnischen Priestern zu vier Jahren Gefängnis verurteilt. Nach Verbüßung seiner Haft konnte er somit in den Nachkriegsprozessen gegen KZ-Ärzte und Beteiligte an der „Aktion T4“ unbehelligt in den Zeugenstand treten.
Nach dem Krieg lebte er als freier Publizist in Bodman-Ludwigshafen am Bodensee und wurde 1960 Mitglied der Deutschen Unitarier Religionsgemeinschaft. 1965 brachte Hartl im Auftrag der „Deutschen Unitarier e.V.“ eine Broschüre mit dem Titel „Unitarische Religion“ heraus. Zuvor hatte er mehrere unitarische Publikationen im Helmut Soltsien Verlag veröffentlicht (u. a. „Euthanasie in religiöser Sicht“). 1983 würdigte ihn der damalige Präsident Horst Prem in einem kurzen Nachruf „als Wegweiser und selbstständige[n] Denker“, der „stets auf dem Wege zu neuen Ufern“ war.
Seine letzten Lebensjahre widmete er dem künstlerischen Schaffen seiner Frau, die als „Bodenseemalerin“ unter dem Pseudonym Maria Elisabeth von Uderwangen auch durch seine Bücher weithin bekannt wurde. Hartl starb schließlich in Ludwigshafen am 14. Dezember 1982.
In Volker Schlöndorffs Film „Der neunte Tag“ von 2004 diente Hartl offensichtlich als Vorbild für den fiktiven SS-Untersturmführer Gebhardt, der als Gegenspieler für den im KZ inhaftierten Abbé Henri Kremer (nach dem Vorbild des Luxemburgers Jean Bernard) fungierte.

## Werke
- Anton Holzner [d. i. Albert Hartl]: Das Gesetz Gottes. Nordland-Verlag, Berlin 1939.
- Anton Holzner [d. i. Albert Hartl]: Ewige Front. Nordland-Verlag, Berlin 1940.
- Anton Holzner [d. i. Albert Hartl]: Priestermacht. Nordland-Verlag, Berlin 1941.
- Anton Holzner [d. i. Albert Hartl]: Zwinge das Leben. Nordland-Verlag, Berlin 1941.
- Wege glücklicher Lebensgestaltung. – Band 1, Wohlmuth, 1953.
- Teppich-Kunst. Kulturverlag Kunst und Leben, Emden 1957.
- Fridtjof Nansen. Aus seinem Leben und seiner Gedankenwelt. Helmut Soltsien Verlag, Hameln ca. 1960.
- Fridtjof Nansen. Helmut Soltsien Verlag, Hameln 1962 (Reihe: Leitbilder. Gestalten und Ideen. Hrsg. v. Albert Hartl und Helmut Soltsien, Bd. 1).
- Unitarische Religion. Hrsg. von der Religionsgemeinschaft Deutscher Unitarier e.V., 1965.
- Einheit in Vielfalt. (Die gute Gabe, Bd. 4). Helmut Soltsien Verlag, Hameln o. J.
- Das nichtchristliche Europa und seine religiöse Tradition. Helmut Soltsien Verlag, Hameln 1963 (Reihe: Die Begegnung. Vorträge und Betrachtungen. Hrsg. v. Albert Hartl und Helmut Soltsien, Bd. 1).
- Der Einzelne und die Gemeinschaft. Helmut Soltsien Verlag, Hameln 1964 (Reihe: Die Begegnung. Vorträge und Betrachtungen. Hrsg. v. Albert Hartl und Helmut Soltsien, Bd. 3).
- mit Helmut Soltsien: Albert Schweitzer. Leitbilder. Gestalten und Ideen, Band 2, Helmut Soltsien Verlag, Hameln 1968.
- M. E. von Uderwangen. Leben und Werk. Verlag Friedrich Stadler, Konstanz 1979.